# برنارد غولدبرغ (كاتب)
برنارد غولدبرغ (بالإنجليزية: Bernard Goldberg)‏ هو صحفي وكاتب أمريكي، ولد في 31 مايو 1945 في نيويورك في الولايات المتحدة.

## وصلات خارجية
- الموقع الرسمي
- برنارد غولدبرغ على موقع إن إن دي بي (الإنجليزية)